# Tipula (Acutipula) oncerodes
Tipula (Acutipula) oncerodes is een tweevleugelige uit de familie langpootmuggen (Tipulidae). De soort komt voor in het Palearctisch gebied.